# Kẽm fluoride
Kẽm fluoride (ZnF2) là một hợp chất hóa học vô cơ. Nó thường gặp ở dạng khan cũng như dạng tetrahydrat, ZnF2·4H2O (cấu trúc tinh thể trực thoi). Nó có nhiệt độ nóng chảy cao và có cấu trúc rutil chứa kẽm 6 tọa độ, điều này cho thấy đặc tính ion đáng kể trong liên kết hóa học của nó. Không giống như các halide kẽm khác, ZnCl2, ZnBr2 và ZnI2, nó không hòa tan nhiều trong nước.

## Điều chế và phản ứng
Kẽm fluoride có thể được điều chế theo nhiều cách:
- Phản ứng của muối fluoride với kẽm chloride, tạo ra kẽm fluoride và muối chloride, trong dung dịch nước.[cần dẫn nguồn]
- Phản ứng của kim loại kẽm với khí fluor.[2]
- Phản ứng của acid fluorhydric với kẽm, tạo ra khí hydro (H2) và kẽm fluoride (ZnF2).

Kẽm fluoride có thể bị thủy phân bằng nước nóng để tạo thành muối kiềm – kẽm hydroxyfluoride, ZnOHF.

## Hợp chất khác
ZnF2 còn tạo một số hợp chất với NH3, như ZnF2·2NH3 và ZnF2·3NH3 đều là tinh thể không màu.